# Vlag van Guanabara

De vlag van Guanabara (1960–1975)

De vlag van Guanabara was van 1960 tot 1975 in gebruik als de vlag van de Braziliaanse deelstaat Guanabara. De deelstaat is in 1975 opgegaan in de staat Rio de Janeiro.

## Omschrijving
De vlag bestaat uit een wit veld met een blauw andreaskruis met het wapen van Guanabara. Het lijkt op de vlag van Rio de Janeiro.
Het wapen bestaat uit een blauw schild met daarop in goud een armillarium, achter het armillarium langs drie gouden pijlen. Op de plek waar ze elkaar kruizen een rode Frygische muts. Boven op het schild staat een gouden muurkroon, als teken dat de staat een republiek was. Het schild wordt gehouden door twee zilveren dolfijnen, de staartvinnen zijn van laurier en eikenloof.